# Liste der Biografien/Meyer, W
Liste der Biografien |
Portal Biografien |
W Personensuche
# |
A |
B |
C |
D |
E |
F |
G |
H |
I |
J |
K |
L |
M |
N |
O |
P |
Q |
R |
S |
T |
U |
V |
W |
X |
Y |
Z |
?
 
Ma |
Mb |
Mc |
Md |
Me |
Mf |
Mg |
Mh |
Mi |
Mj |
Mk |
Ml |
Mm |
Mn |
Mo |
Mp |
Mq |
Mr |
Ms |
Mt |
Mu |
Mv |
Mw |
Mx |
My |
Mz
 
Mea–Mee |
Mef |
Meg |
Meh |
Mei |
Mej |
Mek |
Mel |
Mem |
Men |
Meo |
Mep |
Mer |
Mes |
Met |
Meu |
Mev |
Mew |
Mex |
Mey |
Mez
 
Meyb |
Meyd |
Meye |
Meyf |
Meyg |
Meyh |
Meyi |
Meyj |
Meyk |
Meyl |
Meyn |
Meyo |
Meyp |
Meyr |
Meys |
Meyt |
Meyz
 
Meyen |
Meyer
 
Meyer, A |
Meyer, B |
Meyer, C |
Meyer, D |
Meyer, E |
Meyer, F |
Meyer, G |
Meyer, H |
Meyer, I |
Meyer, J |
Meyer, K |
Meyer, L |
Meyer, M |
Meyer, N |
Meyer, O |
Meyer, P |
Meyer, R |
Meyer, S |
Meyer, T |
Meyer, U |
Meyer, V |
Meyer, W |
Meyer, Y |
Meyer, Z |
Meyerb |
Meyerd |
Meyere |
Meyerf |
Meyerh |
Meyeri |
Meyerl |
Meyerm |
Meyern |
Meyero |
Meyerr |
Meyers
Die Liste der Biografien führt alle Personen auf, die in der deutschsprachigen Wikipedia einen Artikel haben. Dieses ist eine Teilliste mit 49 Einträgen von Personen, deren Namen mit den Buchstaben „Meyer, W“ beginnt.

## Meyer, W

### Meyer, Wa
- Meyer, Walter (1837–1901), Schweizer Landwirt und Politiker
- Meyer, Walter (1904–1949), deutscher Olympiasieger im Rudern
- Meyer, Walter Josef (1938–2000), deutscher Politiker (SPD), Landrat im Kreis Aachen (1989–1994)
- Meyer, Walther (1928–2014), deutscher Basketballtrainer

### Meyer, We
- Meyer, Werner (1838–1889), deutscher Verwaltungsjurist und Landrat
- Meyer, Werner (1886–1959), deutscher Gymnasiallehrer, Ministerialrat und Hochschulprofessor für neuere Geschichte
- Meyer, Werner (1899–1977), deutscher Pädagoge, Ministerialbeamter und Hochschulleiter
- Meyer, Werner (* 1909), deutscher Burgenforscher und Denkmalpfleger
- Meyer, Werner (1914–1985), Schweizer Handballspieler
- Meyer, Werner (1931–2008), deutscher Journalist und Autor
- Meyer, Werner (* 1937), Schweizer Historiker und Mittelalterarchäologe
- Meyer, Werner Volker (* 1964), deutscher Opern- und Konzertsänger (Bariton)

### Meyer, Wi
- Meyer, Wilfried (* 1938), deutscher Chemiker
- Meyer, Wilfried (* 1943), deutscher Handballspieler
- Meyer, Wilhelm (1793–1868), deutscher Politiker und Mitglied der kurhessischen Ständeversammlung
- Meyer, Wilhelm (1806–1848), Schweizer Offizier und Architekturmaler
- Meyer, Wilhelm (1824–1895), dänischer Mediziner
- Meyer, Wilhelm (1833–1887), deutscher Kaufmann und Politiker, MdL
- Meyer, Wilhelm (1835–1900), deutscher Politiker und Bürgermeister von Malstatt-Burbach (1866–1900)
- Meyer, Wilhelm (1845–1917), deutscher klassischer Philologe, Mediävist und Bibliothekar
- Meyer, Wilhelm (1860–1931), Senatspräsident beim Reichsgericht
- Meyer, Wilhelm (1867–1929), deutscher Jurist, Industrieller und Politiker (NLP), MdR
- Meyer, Wilhelm (1879–1957), deutscher römisch-katholischer Priester und Gründer der Ordensgemeinschaft Serviam
- Meyer, Wilhelm (1889–1950), deutscher Landwirt und Politiker (NSDAP), MdL
- Meyer, Wilhelm (1896–1982), deutscher Zahnarzt und Hochschullehrer
- Meyer, Wilhelm (1909–2000), deutscher Unternehmer und Sportförderer
- Meyer, Wilhelm (1929–2002), deutscher Politiker (CDU), MdL
- Meyer, Wilhelm (* 1932), deutscher Geologe
- Meyer, Wilhelm (* 1950), deutscher Architekt, Stadtplaner und Hochschullehrer
- Meyer, Wilhelm Christian (1726–1786), deutscher Bildhauer und Porzellanmodelleur
- Meyer, Wilhelm Heinrich (1834–1896), deutscher Kaufmann und Autor
- Meyer, Wilhelm von (1816–1892), deutscher Landrat, MdR
- Meyer, Willi (1890–1958), deutscher Maler
- Meyer, William (1883–1932), deutscher Lehrer, Historiker und Bibliothekar
- Meyer, William H. (1847–1923), deutschamerikanischer Politiker
- Meyer, William H. (1914–1983), US-amerikanischer Politiker
- Meyer, William Stevenson (1860–1922), indischer Politiker und Diplomat
- Meyer, Willy (1937–2017), deutscher Fußballspieler

### Meyer, Wo
- Meyer, Wolfgang (1577–1653), Basler evangelisch-reformierter Theologe
- Meyer, Wolfgang (1867–1957), deutscher Lehrer und Sportfunktionär
- Meyer, Wolfgang (1934–2011), deutscher Journalist und Funktionär in der DDR
- Meyer, Wolfgang (* 1936), deutscher Mathematiker
- Meyer, Wolfgang (* 1938), deutscher Verkehrsmanager
- Meyer, Wolfgang (* 1947), deutscher Jurist
- Meyer, Wolfgang (* 1948), deutscher Politiker (SPD)
- Meyer, Wolfgang (1954–2019), deutscher Klarinettist
- Meyer, Wolfgang (* 1959), deutscher Soziologe
- Meyer, Wolfgang Johannes (* 1944), deutscher Romanist
- Meyer, Wolfram (1931–2000), deutscher Politiker (CDU), MdL